# لوسي رايت
لوسي رايت (بالإنجليزية: Lucy Wright)‏ هي قائدة دينية أمريكية، ولدت في 1760، وتوفيت في 1821.